# Луїс Бернардо Лускіньйос
Луїс Бернардо Лускіньйос (ісп. Luis Bernardo Lusquiños, нар. Буенос-Айрес, 1951) — аргентинський юрист та політик, глава уряду країни за часів президентства Адольфо Родрігеса Саа.